# Laguna Runtuyoc
La laguna Runtuyoc es un cuerpo de agua permanente de Argentina que comprende también otros pequeños espejos, vegas y estepas graminosas. Se traduce al castellano como laguna "que tiene huevos". Está ubicada a unos 3500 msnm, en la puna de la provincia de Jujuy sobre el curso del río del Puesto o Miraflores, unos 12 km al norte de Abra Pampa y al este de la RN 9.
Este humedal llega a unos 3 km de longitud en el periodo estival, con una profundidad máxima de algo más de un metro. Últimamente se presenta como un cuerpo de agua más reducido con otros manchones cercanos y fragmentados que dan lugar a un rosario de pequeñas lagunillas a lo largo del cauce. Debido a las importantes fluctuaciones, con tendencia a la reducción en los últimos tiempos, existen explayados planos prácticamente sin vegetación en torno a los ojos de agua y más lejanamente están rodeados de pajonales extensos o estepas graminosas.
Se pueden ver muchas especies de patos, gallaretas, avoceta andina y las tres especies de flamencos de la Argentina. 
El clima es frío, con temperatura media anual de 10 °C, aunque un poco más benigno que en el resto de la puna argentina, alcanzando a superar los 250 mm anuales en precipitaciones y pudiendo considerarse como el extremo sur de la puna húmeda.